# Маџуро
Маџуро (енгл. Majuro, маршалски: Mãjro) је главни град пацифичке острвске државе Маршалска Острва. Према попису из 2004. године, град има 25.400 становника. Маџуро се простире на 64 острва истоименог атола, а седиште владе се налази на острву Делап. Атол има копнену површину од 97 km2 (37 sq mi) и обухвата лагуну од 295 km2 (114 sq mi). Као и код других атола на Маршаловим острвима, Маџуро се састоји од уских копнених маса. Има тропску климу пасата, са просечном температуром од 27 °C (81 °F).
Маџуро је био насељен људима најмање 2.000 година и први су га населили аустронезијски преци савременог народа Маршала. Године 1885, Маршалска острва су припојена Немачком царству и Маџуро је постао њихова прва и примарна трговачка станица. Град је такође био под јапанском и америчком управом. Након што су се Маршалска Острва одвојила од Савезних Држава Микронезије 1978. и формирала Републику Маршалска Острва, Маџуро је постао главни град нове земље и место окупљања Нитиџела, заменивши бившу престоницу Џалуит.
Главни популациони центар, Делап-Улига-Џерит (DUD), састоји се од три суседна мотуса и има популацију од 20.301 људи, према подацима из 2012. Маџуро има луку, трговачки кварт и разне хотеле. Маџуро има међународни аеродром са редовним међународним летовима за Хаваје, Савезне Државе Микронезије, Кирибати, Гвам и Науру, као и летове ка домаћим дестинацијама широм земље. Његовом економијом пре свега доминира услужни сектор.

## Географија
На западном крају атола, око 50 km (30 mi) од Делап-Улига-Џерита (DUD) путем, налази се острвска заједница Лора, експанзиона стамбена област са популарном плажом. Лора има највишу тачку надморске висине на атолу, процењену на мање од 3 meters (10 feet) изнад нивоа мора. Џерит је углавном стамбена област.

### Клима
Будући да је нешто северније од екватора, Маџуро има климу тропских прашума (Af), али не и екваторијалну, јер пасати преовлађују током целе године, иако су често прекидани током летњих месеци кретањем зоне међутропске конвергенције преко тог подручја. Тајфуни су ретки. Температуре су релативно конзистентне током целе године са просечним температурама од око 27 °C (81 °F). Веома ретко температура падне испод 21 °C (70 °F). Маџуро добија око 3.200 mm (126 in) падавина годишње.
| Клима Маџура (Међународни аеродром Маршалских острва) 1991–2020 нормале, екстреми 1955–садашњост | Клима Маџура (Међународни аеродром Маршалских острва) 1991–2020 нормале, екстреми 1955–садашњост | Клима Маџура (Међународни аеродром Маршалских острва) 1991–2020 нормале, екстреми 1955–садашњост | Клима Маџура (Међународни аеродром Маршалских острва) 1991–2020 нормале, екстреми 1955–садашњост | Клима Маџура (Међународни аеродром Маршалских острва) 1991–2020 нормале, екстреми 1955–садашњост | Клима Маџура (Међународни аеродром Маршалских острва) 1991–2020 нормале, екстреми 1955–садашњост | Клима Маџура (Међународни аеродром Маршалских острва) 1991–2020 нормале, екстреми 1955–садашњост | Клима Маџура (Међународни аеродром Маршалских острва) 1991–2020 нормале, екстреми 1955–садашњост | Клима Маџура (Међународни аеродром Маршалских острва) 1991–2020 нормале, екстреми 1955–садашњост | Клима Маџура (Међународни аеродром Маршалских острва) 1991–2020 нормале, екстреми 1955–садашњост | Клима Маџура (Међународни аеродром Маршалских острва) 1991–2020 нормале, екстреми 1955–садашњост | Клима Маџура (Међународни аеродром Маршалских острва) 1991–2020 нормале, екстреми 1955–садашњост | Клима Маџура (Међународни аеродром Маршалских острва) 1991–2020 нормале, екстреми 1955–садашњост | Клима Маџура (Међународни аеродром Маршалских острва) 1991–2020 нормале, екстреми 1955–садашњост |
| Показатељ \ Месец                                                                                | .Јан.                                                                                            | .Феб.                                                                                            | .Мар.                                                                                            | .Апр.                                                                                            | .Мај.                                                                                            | .Јун.                                                                                            | .Јул.                                                                                            | .Авг.                                                                                            | .Сеп.                                                                                            | .Окт.                                                                                            | .Нов.                                                                                            | .Дец.                                                                                            | .Год.                                                                                            |
| ------------------------------------------------------------------------------------------------ | ------------------------------------------------------------------------------------------------ | ------------------------------------------------------------------------------------------------ | ------------------------------------------------------------------------------------------------ | ------------------------------------------------------------------------------------------------ | ------------------------------------------------------------------------------------------------ | ------------------------------------------------------------------------------------------------ | ------------------------------------------------------------------------------------------------ | ------------------------------------------------------------------------------------------------ | ------------------------------------------------------------------------------------------------ | ------------------------------------------------------------------------------------------------ | ------------------------------------------------------------------------------------------------ | ------------------------------------------------------------------------------------------------ | ------------------------------------------------------------------------------------------------ |
| Апсолутни максимум, °C (°F)                                                                      | 33 (92)                                                                                          | 33 (91)                                                                                          | 32 (90)                                                                                          | 32 (90)                                                                                          | 32 (90)                                                                                          | 33 (92)                                                                                          | 36 (96)                                                                                          | 34 (94)                                                                                          | 32 (90)                                                                                          | 34 (93)                                                                                          | 34 (93)                                                                                          | 33 (91)                                                                                          | 36 (96)                                                                                          |
| Максимум, °C (°F)                                                                                | 29,8 (85,7)                                                                                      | 29,9 (85,9)                                                                                      | 30 (86,0)                                                                                        | 30,1 (86,1)                                                                                      | 30,2 (86,3)                                                                                      | 30,2 (86,3)                                                                                      | 30,3 (86,6)                                                                                      | 30,4 (86,7)                                                                                      | 30,5 (86,9)                                                                                      | 30,4 (86,8)                                                                                      | 30 (86,0)                                                                                        | 30,3 (86,5)                                                                                      | 30,2 (86,3)                                                                                      |
| Просек, °C (°F)                                                                                  | 27,7 (81,9)                                                                                      | 27,8 (82,0)                                                                                      | 27,9 (82,2)                                                                                      | 27,9 (82,2)                                                                                      | 28 (82,4)                                                                                        | 27,9 (82,2)                                                                                      | 28 (82,4)                                                                                        | 28,1 (82,5)                                                                                      | 28,1 (82,6)                                                                                      | 28,1 (82,5)                                                                                      | 27,9 (82,3)                                                                                      | 27,9 (82,2)                                                                                      | 27,9 (82,3)                                                                                      |
| Минимум, °C (°F)                                                                                 | 25,6 (78,1)                                                                                      | 25,6 (78,0)                                                                                      | 25,7 (78,3)                                                                                      | 25,7 (78,3)                                                                                      | 25,8 (78,4)                                                                                      | 25,6 (78,1)                                                                                      | 25,7 (78,2)                                                                                      | 25,7 (78,3)                                                                                      | 25,7 (78,3)                                                                                      | 25,7 (78,2)                                                                                      | 25,6 (78,1)                                                                                      | 25,7 (78,3)                                                                                      | 25,7 (78,2)                                                                                      |
| Апсолутни минимум, °C (°F)                                                                       | 21 (69)                                                                                          | 21 (70)                                                                                          | 21 (70)                                                                                          | 21 (70)                                                                                          | 21 (70)                                                                                          | 21 (70)                                                                                          | 21 (70)                                                                                          | 22 (71)                                                                                          | 21 (70)                                                                                          | 21 (70)                                                                                          | 20 (68)                                                                                          | 21 (70)                                                                                          | 20 (68)                                                                                          |
| Количина падавинаmm (in)                                                                         | 209,3 (8,24)                                                                                     | 193,5 (7,62)                                                                                     | 219,7 (8,65)                                                                                     | 282,4 (11,12)                                                                                    | 272 (10,71)                                                                                      | 281,9 (11,10)                                                                                    | 278,4 (10,96)                                                                                    | 284 (11,18)                                                                                      | 320 (12,60)                                                                                      | 350,3 (13,79)                                                                                    | 340,6 (13,41)                                                                                    | 301,8 (11,88)                                                                                    | 3,334 (131,26)                                                                                   |
| Дани са падавинама (≥ 0.01 in)                                                                   | 19,6                                                                                             | 16,7                                                                                             | 18,1                                                                                             | 19,3                                                                                             | 23,0                                                                                             | 22,9                                                                                             | 24,1                                                                                             | 22,6                                                                                             | 22,6                                                                                             | 23,9                                                                                             | 23,2                                                                                             | 22,6                                                                                             | 258,6                                                                                            |
| Релативна влажност, %                                                                            | 77,7                                                                                             | 77,1                                                                                             | 79,0                                                                                             | 80,7                                                                                             | 81,9                                                                                             | 81,1                                                                                             | 80,5                                                                                             | 79,3                                                                                             | 79,4                                                                                             | 79,4                                                                                             | 79,9                                                                                             | 79,7                                                                                             | 79,6                                                                                             |
| Сунчани сати — месечни просек                                                                    | 224,4                                                                                            | 218,6                                                                                            | 252,8                                                                                            | 219,4                                                                                            | 224,8                                                                                            | 210,8                                                                                            | 217,0                                                                                            | 232,2                                                                                            | 217,8                                                                                            | 205,4                                                                                            | 191,4                                                                                            | 197,4                                                                                            | 2.612                                                                                            |
| Сунчано време — месечни проценти                                                                 | 61                                                                                               | 66                                                                                               | 67                                                                                               | 60                                                                                               | 58                                                                                               | 56                                                                                               | 56                                                                                               | 61                                                                                               | 60                                                                                               | 55                                                                                               | 54                                                                                               | 54                                                                                               | 59                                                                                               |
| Извор: NOAA (relative humidity and sun 1961–1990)                                                |                                                                                                  |                                                                                                  |                                                                                                  |                                                                                                  |                                                                                                  |                                                                                                  |                                                                                                  |                                                                                                  |                                                                                                  |                                                                                                  |                                                                                                  |                                                                                                  |                                                                                                  |

## Историја
Атол су најмање 2.000 година насељавали аустронезијски народи, укључујући и претке данашњих маршалских становника.
Дана 30. јануара 1944. године, оружане снаге Сједињених Држава извршиле су инвазију, али су откриле да су јапанске снаге евакуисале своја утврђења у Квајалеин и Еневетак око годину дана раније. Један јапански заставник је остављен као чувар. Његовим заробљавањем острва су обезбеђена. Ово је омогућило америчкој морнарици да користи једно од највећих сидришта у централном Пацифику. Лагуна је постала велика претходничка поморска база, Поморска база Маџуро, и била је највећа и најактивнија лука на свету све док се рат није померио на запад, када ју је заменио Улити (Јап, Савезне Државе Микронезије).
Након Другог светског рата, Маџуро је дошао под контролу Сједињених Држава као део Територије под повереништвом Пацифичких острва. Након што су се Маршалска Острва одвојила од Савезних Држава Микронезије 1978. и формирала Републику Маршалска Острва, Маџуро је постао главни град нове земље и место окупљања Нитиџела, законодавног тела Маршалских Острва. Он је заменио је атол Џалуит као административни центар Маршалских острва, статус који је задржао након независности Маршалових острва 1986. године под Споразумом о слободном удруживању.
Острво је такође било место Маџурске декларације, декларације Форума пацифичких острва која је потписана 5. септембра 2013. године, да се изврши јединствена акција у вези са прилагођавањем климатским променама и међународној помоћи.

## Становништво
Главни популациони центри су заједнице Д–У–Џ: острва Делап-Улига-Џерит (наведена од југа ка северу, на источној ивици атола). Према подацима из 2011. године, Маџуро је имао 27.797 становника.

### Религија
Већина становништва су хришћани. Већином су протестанти и прате Уједињену Христову цркву (47%), Сабор Божији (16%) и друге као што су Букот Нан Исус (5%), Пуно јеванђеље (3%), Реформисана конгресна црква (3%), Војска спаса (2%), Адвентисти седмог дана (1%) и Мерам у Исусу (1%). Око 8% становништва су католици, а Катедрала Успења римокатоличке апостолске префектуре Маршалских острва налази се у Маџуру.
Исламски утицај се повећавао. Присутан је приличан број ахмади муслимана. Прва џамија је отворена у Маџуру у септембру 2012. године.
Постоје и цркве ЛДС, баптистичке цркве и Јеховини сведоци.

## Галерија
- Градско гробље
- Лагуна и обала
- Главни пут

## Партнерски градови
- Гвам
- Каваи
- Тајпеј[21]